# رویدادهای هم‌زمان با بهار عربی
ناآرامی‌ها و انقلاب‌های بهار عربی در تونس، مصر، لیبی، یمن، سوریه و بحرین و بقیه منطقه، برخی خشونت‌آمیز، برخی، مواجه با سرکوب شدید و برخی، منجر به تغییرات سیاسی بودند.

## ایران
در استان خوزستان ایران، به گزارش العربیه، یالبنان و گاردین، اعتراضات گسترده‌ای در اهواز، مرکز خوزستان و حمیدیه، در نزدیکی آن، برگزار شد که توسط عرب‌های ایرانی اهواز، به عنوان «روز خشم» اعلام شد. این اعتراضات، ششمین سالگرد ناآرامی‌های ۱۳۸۴ اهواز بود. معترضان، «خواهان حقوق بیشتر و مزایای بشردوستانه» و همچنین استقلال بودند. سپاه پاسداران انقلاب اسلامی، برای پراکنده کردن تظاهرات، از گاز اشک‌آور استفاده کرد، در حالی که در برخی محله‌ها از گلوله‌های جنگی نیز استفاده کرد. العربیه، گزارش داد که وقتی اعتراضات شروع شد، شهر، توسط نیروهای امنیتی، محاصره شد و «تظاهرات را با زور متفرق کردند» و «۱۵ نفر از مردم اهواز کشته و ده‌ها نفر زخمی شدند». گاردین، بر پایه نامه شیرین عبادی به سازمان ملل، میزان تلفات را ۱۲ سنی عرب، اعلام کرد.